# Целакантообразные

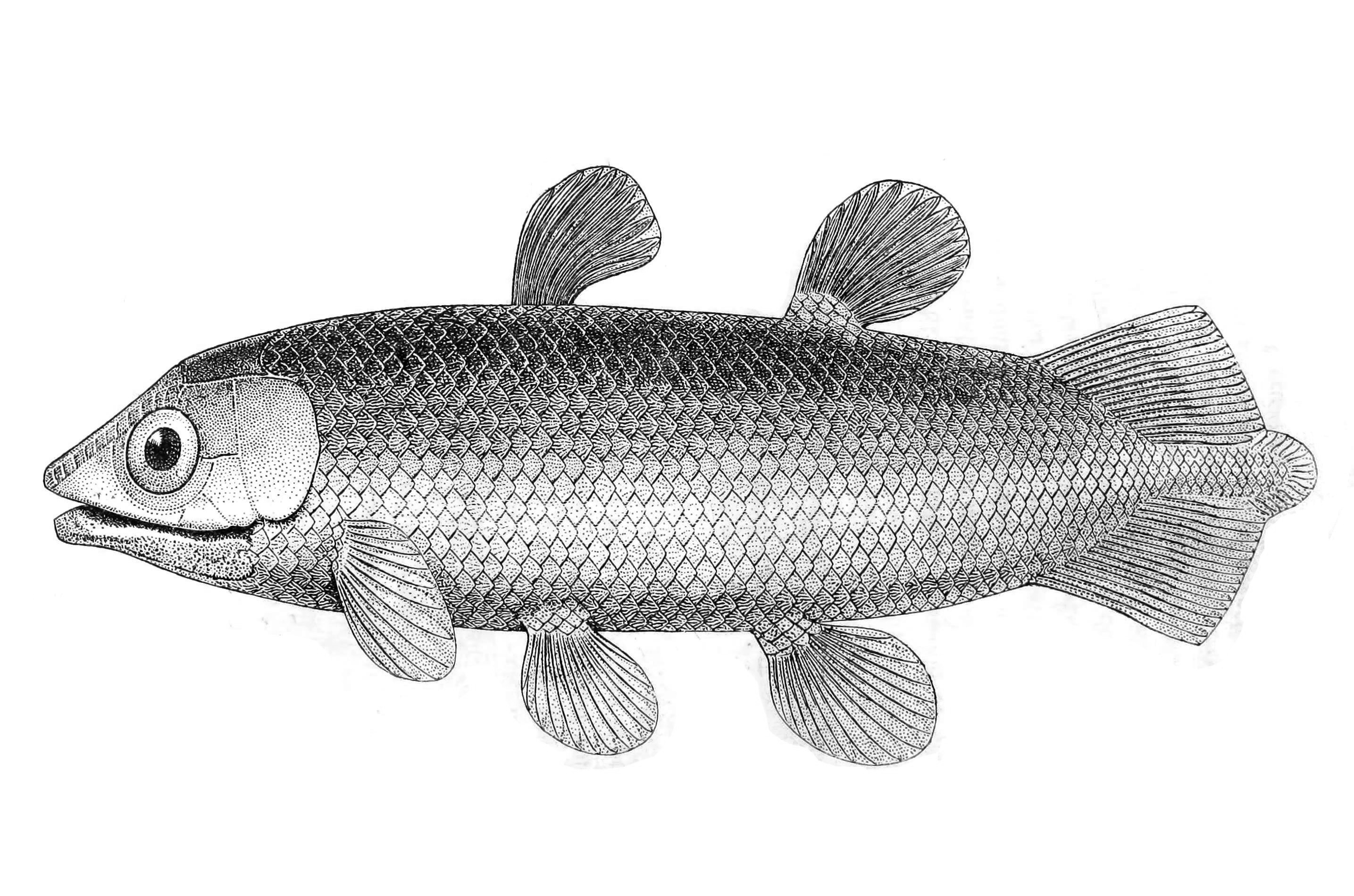
Holophagus gulo (Latimeriidae)

Целакантообразные (лат. Coelacanthiformes) — отряд лопастепёрых рыб, единственный в подклассе актинистий (Actinistia). Известен по многочисленным ископаемым представителям и единственному современному роду латимерий (Latimeria). До открытия латимерии в 1938 году целакантообразные считались полностью вымершими.

## Классификация
Классификация известных семейств и родов целакантообразных:
- † Семейство Coelacanthidae — Целакантовые
  - † Axelia
  - † Coelacanthus
  - † Ticinepomis
  - † Wimania
- † Семейство Diplocercidae — Диплоцерковые
  - † Diplocercides
- † Семейство Hadronectoridae — Гадронекторовые
  - † Allenypterus
  - † Hadronector
  - † Polyosteorhynchus
- † Семейство Mawsoniidae — Мавсониевые
  - † Alcoveria
  - † Axelrodichthys
  - † Chinlea
  - † Diplurus
  - † Mawsonia
  - † Parnaibaia
- † Семейство Miguashaiidae — Мигуашаиевые
  - † Miguashaia
- Семейство Latimeriidae — Латимериевые
  - † Holophagus
  - Latimeria — Латимерии
  - † Libys
  - † Macropoma
  - † Macropomoides
  - † Megacoelacanthus
  - † Undina
- † Семейство Laugiidae — Лаугиевые
  - † Coccoderma
  - † Laugia
- † Семейство Rhabdodermatidae — Рабдодерматовые
  - † Caridosuctor
  - † Rhabdoderma
- † Семейство Whiteiidae — Уайтиевые
  - † Whiteia

### Альтернативная классификация
По данным сайта Paleobiology Database, на январь 2019 года в отряд включают следующие семейства и роды:
- Роды incertae sedis
  - † Canningius
  - † Chrysolepis
  - † Coelacanthopsis
  - † Cryptolepis
  - † Cualabaea
  - † Dobrogeria
  - † Hamodus
  - † Holopterygius
  - † Latvius
  - † Litoptychius
  - † Lochmocercus
  - † Luopingcoelacanthus
  - † Megapomus
  - † Megistolepis
  - † Nesides
  - † Panderichthys
  - † Porolepis
  - † Powichthys
  - † Sinocoelacanthus
  - † Strunius
  - † Yunnancoelacanthus
- † Семейство Coelacanthidae — Целакантовые
  - † Alcoveria
  - † Axelrodichthys
  - † Chaohuichthys
  - † Chinlea
  - † Coelacanthus
  - † Graphiurichthys
  - † Macropoma
  - † Megalocoelacanthus
  - † Moenkopia
  - † Mylacanthus
  - † Quayia
- † Семейство Hadronectoridae — Гадронекторовые
  - † Allenypterus
  - † Hadronector
  - † Polyosteorhynchus
- Семейство Latimeriidae — Латимериевые
  - † Foreyia
  - † Holophagus
  - Latimeria — Латимерии
  - † Macropomoides
  - † Rieppelia
  - † Swenzia
  - † Ticinepomis
- † Семейство Mawsoniidae — Мавсониевые
  - † Changxingia
  - † Diplurus
  - † Garnbergia
  - † Indocoelacanthus
  - † Libys
  - † Lualabaea
  - † Mawsonia (или в целакантовых)
  - † Parnaibaia
  - † Rhipis
  - † Trachymetopon
- † Семейство Rhabdodermatidae — Рабдодерматовые
  - † Caridosuctor
  - † Rhabdoderma
- † Семейство Sassenidae
  - † Sassenia
  - † Spermatodus
- † Семейство Whiteiidae — Уайтиевые
  - † Atacamaia
  - † Axelia
  - † Guizhoucoelacanthus
  - † Piveteauia
  - † Whiteia
  - † Wimania